# Catolicosato della Grande Casa di Cilicia

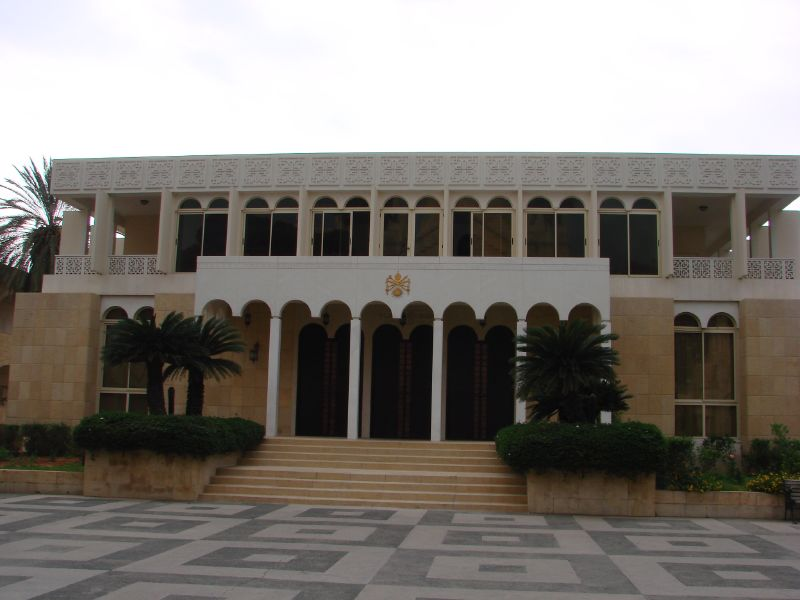
Sede del Catolicosato a Antelias.

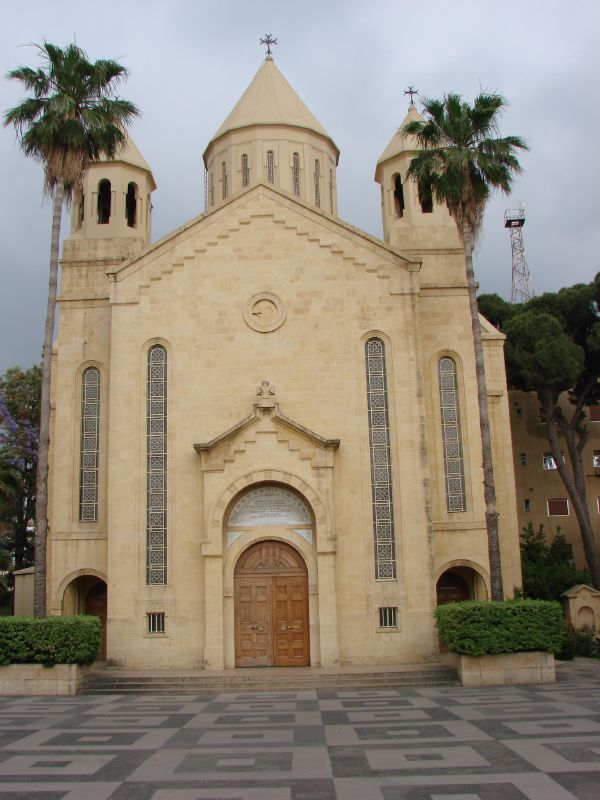
Cattedrale di San Gregorio Illuminatore a Antelias.

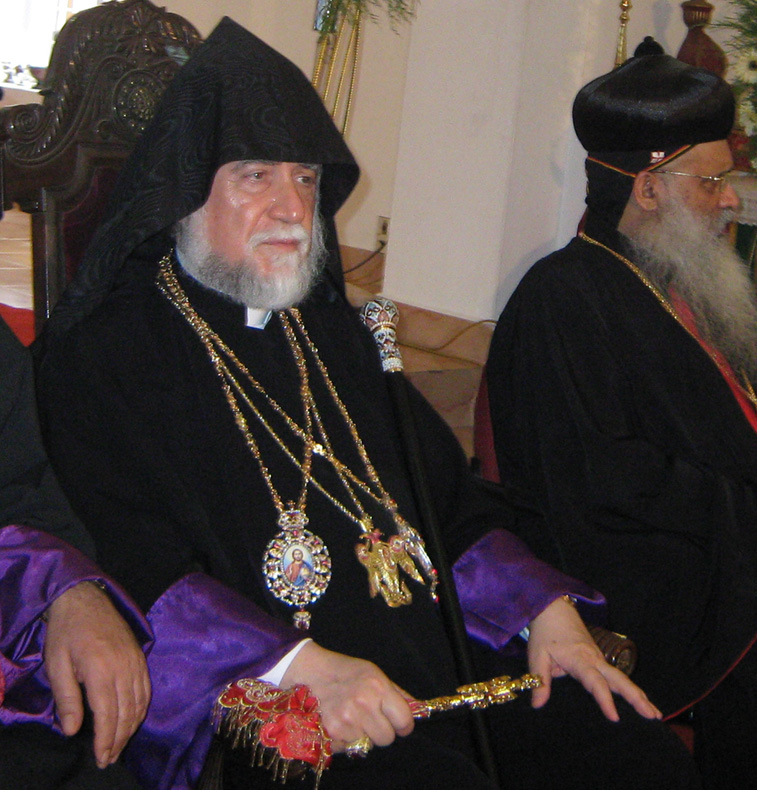
L'attuale catholicos Aram I.

Il Catolicosato della Grande Casa di Cilicia (in armeno Մեծի Տանն Կիլիկիոյ Կաթողիկոսութիւն) è una delle due sedi della Chiesa apostolica armena.
Ha sede in Libano, ad Antilyas, dove è stata trasferita nel 1930 da Sis, in Cilicia, a seguito del genocidio armeno.
C'è anche una biblioteca (1930), la cattedrale di San Gregorio Illuminatore (1940), il museo sulla Cilicia (1997) ed una piccola chiesa dedicata alla memoria delle vittime del genocidio armeno.
Vi è anche la residenza del catholicos (o veharan, Վեհարան).
Un seminario teologico si trova sulle vicine montagne, a Bikfaya.

## Storia
L'origine del catolicosato di Cilicia è legato all'emigrazione armena dalla madrepatria, causata dapprima dall'annessione del regno d'Armenia nell'Impero bizantino nel 1045 e poi dall'invasione selgiuchide del 1064. Ciò costrinse il patriarca dei cristiani armeni a trasferire la sede del catolicosato in Turchia, in diverse località, fino a porre la propria sede definitiva a Sis, l'attuale Kozan, dal 1292. Nel 1441 una disputa interna alla chiesa armena sancì una divisione del catolicosato: una parte degli armeni seguì il nuovo catholicòs a Echmiadzin, nella madrepatria, mentre una parte rimase fedeli al catholicòs di Sis. Da questo momento saranno due i catolicosati armeni.
In seguito al genocidio armeno, la sede del catolicosato fu trasferita ad Aleppo in Siria nel 1922 e ad Antilyas in Libano nel 1930.

### Sinodi armeni a Sis
Sinodi della Chiesa armena, si sono tenuti a Sis negli anni 1204, 1243, 1251, 1307, 1342 e 1361.
Poiché il rupenide Leone aspirava alla corona regale ed aveva bisogno del sostegno degli occidentali, nel 1198 Grigor VI Apirat, il catholicos armeno di Sis, proclamò l'"unione" tra Roma e la Chiesa armena; ma non seguirono fatti per la forte opposizione del clero e della popolazione.
Nel concilio del 1251 l'inviato del papa Innocenzo IV avrebbe dovuto convincere gli armeni che lo Spirito Santo procede dal Padre e dal Figlio (filioque).
Il sinodo del 1307 adottò i cambiamenti della liturgia che erano condizione necessaria per l'"unione"; 
questi erano, tra l'altro: 
- incorporazione di acqua al vino nella Santa Messa,
- confermazione solo da vescovi,
- introduzione dell'unzione degli infermi su modello romano.

Alcune modifiche suscitarono indignazione nella comunità; nel 1310 oppositori all'"unione" arrivarono ad assassinare un vescovo perché aveva mescolato acqua e vino.
Questi cambiamenti nella liturgia furono in gran parte ritirati nell'ultimo sinodo di Sis, nel 1361.

## Organizzazione

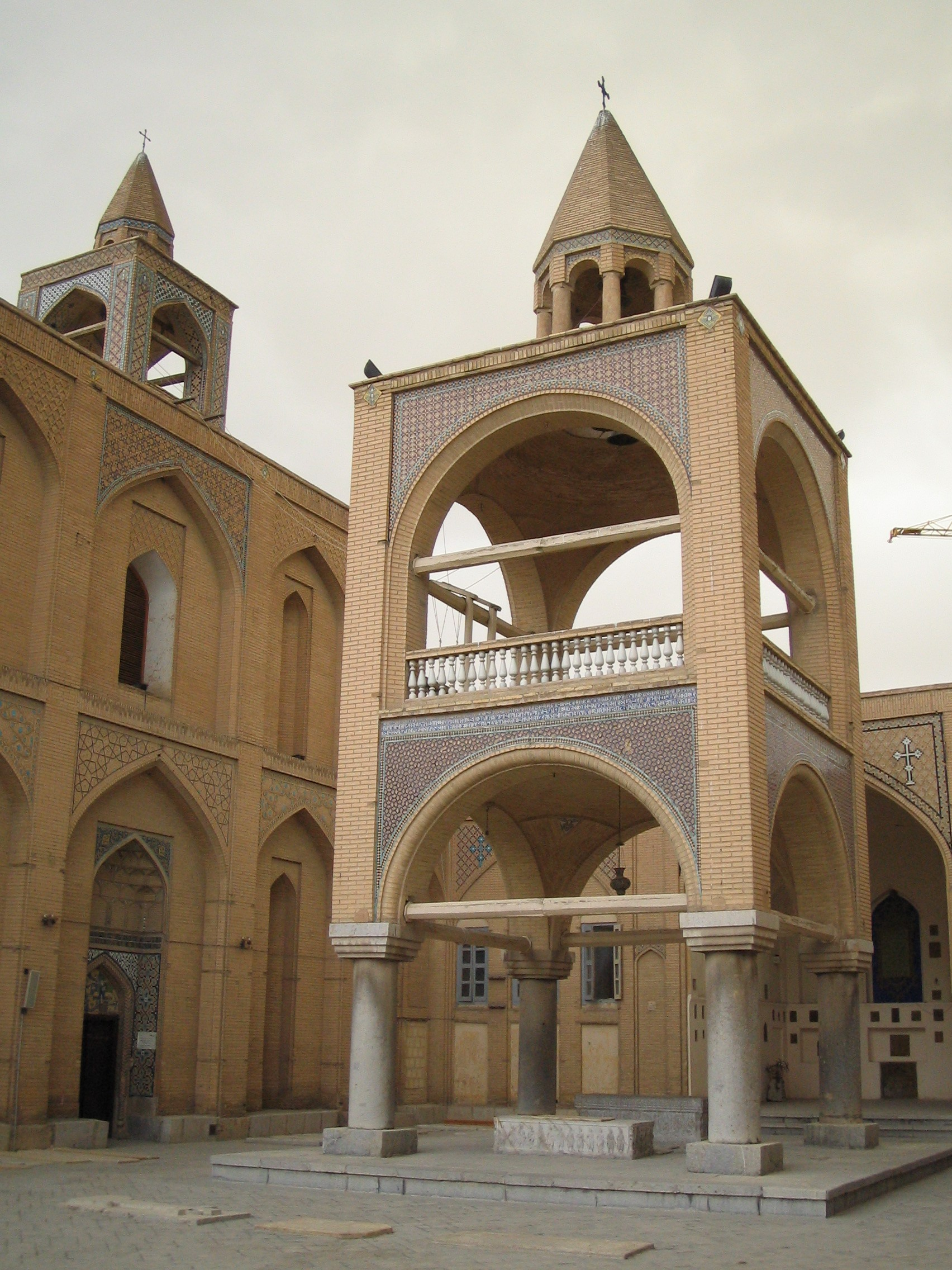
Cattedrale armena di Esfahan (Iran).

Il catolicosato di Cilicia è diviso in diverse diocesi ed estende la sua giurisdizione su alcuni paesi del Medioriente e su parte degli armeni della diaspora.
- Medioriente
  - Diocesi del Libano
  - Diocesi di Aleppo, Siria
  - Diocesi di Jezireh, Siria
  - Diocesi di Damasco, Siria
  - Diocesi di Teheran, Iran
  - Diocesi di Esfahan, Iran
  - Diocesi di Tabriz (Chiesa armena), Iran
  - Diocesi del Kuwait e degli Emirati Arabi Uniti
- Mediterraneo
  - Diocesi di Cipro
  - Diocesi di Grecia
- Nordamerica
  - Prelatura del Canada
  - Prelatura degli Stati Uniti orientali
  - Prelatura degli Stati Uniti occidentali
- Sudamerica
  - Vicariato del Venezuela